# El Frasno
El Frasno és un municipi d'Aragó a la província de Saragossa i enquadrat a la comarca de la Comunitat de Calataiud. Compta amb les pedanies de Inoges, Aluenda i Pietas i està enclava a la serra de Pietas, per on passa l'Autovia del Nord-est. En el terme municipal hi ha l'esquadró de vigilància aèria de l'exèrcit número 1.